# Tschulym (Ob)
Der Tschulym (russisch Чулым) ist ein 1799 Kilometer langer rechter Nebenfluss des Ob im asiatischen Teil Russlands. Zusammen mit seinem rechten Quellfluss Weißer Ijus kommt er auf eine Länge von 2023 Kilometer.

## Verlauf
Die Quellflüsse Weißer (rechts) und Schwarzer Ijus (links) entspringen im südlichen Sibirien in der Republik Chakassien nordwestlich von Abakan im bis 2211 m hohen Kusnezker Alatau. Der Tschulym fließt zunächst nordwärts in die Region Krasnojarsk bis Atschinsk, wo er die Trasse der Transsibirischen Eisenbahn kreuzt. Dann wendet er sich in mehrfach wechselnde südwestliche bis nördliche Richtungen, fließt vorbei an Assino in der Oblast Tomsk, um zuletzt westlich fließend unterhalb der letzten größeren Ortschaft am Fluss Baturino zwischen Moltschanowo und Mogotschino in den Ob zu münden.